# Fundación Solidaridad por Colombia
Fundación Solidaridad por Colombia es una organización sin ánimo de lucrode carácter benéfico, fundada en 1975 por la filántropa y ex primera dama de Colombia Nydia Quintero.
La fundación ayuda a niños y jóvenes de escasos recursos en las áreas de educación y salud y a la población colombiana en general en caso de emergencias sanitarias.
Desde 1978, la fundación realiza la jornada anual llamada "Caminata por la Solidaridad", un evento al aire libre en el que las grandes empresas del país y otros sectores apoyan a la organización a través de donaciones y caravanas que recorren la capital colombiana. Este evento ha llegado a ser uno de los cinco eventos masivos más importantes de Latinoamérica. El evento se celebra el último domingo de agosto, desde 1989 en el llamado "Día de la Solidaridad".
Así mismo, la fundación es una de las más famosas e influyentes de Colombia.

## Historia
Nydia Quintero era la esposa del político liberal Julio César Turbay. Con ayuda de su hija Diana Turbay, creó en 1975 la fundación Solidaridad por Colombia, con el apoyo de donantes y colaboradores.
Turbay llegó a la presidencia de Colombia en 1978, y un año después, en 1979, Nydia realizó oficialmente la constitución de la organización, ya como primera dama de Colombia. A pesar de la ayuda estatal, el entonces presidente Turbay no tuvo injerencia en los asuntos de la organización.
La primera obra realizada por la fundación fue la atención a damnificados por inundaciones en uno de los barrios más marginales de Bogotá. Esa labor derivó en el programa Ayuda a Damnificados.
En 1989, mediante el decreto 1692, el presidente de Colombia de entonces, Virgilio Barco, creó el "Día de la Solidaridad", que se celebraría el último domingo de agosto, y en el cual se estandarizó la jornada de la Caminata de la Solidaridad.
El secuestro a manos del Cartel de Medellín, y el posterior asesinato en medio de un fallido intento de rescate de la hija de los Turbay, la periodista Diana Turbay; motivó la creación de la Beca Diana Turbay, que junto con el programa Jóvenes Solidarios, subsidia el estudio técnico, tecnológico y profesional de jóvenes colombianos de escasos recursos.
En 1999, el terremoto de Armenia generó la movilización de la fundación al sector afectado, concluyendo la labor con la creación del barrio Solidaridad, en Pereira.
En el 2017, Nydia Quintero le cedió la dirección de la fundación a su nieta, la hija mayor de Diana Turbay, María Carolina Hoyos, quien dirige la fundación hasta el día de hoy.

### Caminata de la Solidaridad

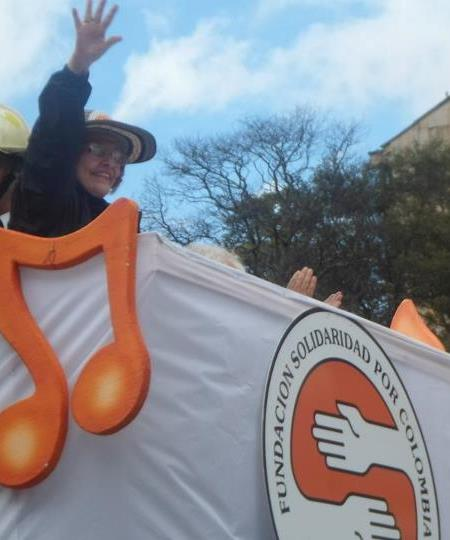
La Sra. Quintero en 2012

En 1978, la fundación organizó una caravana por las calles de la capital colombiana que se conoció como Caminata por la Solidaridad. Según su fundadora, la idea de la caminata surgió del presidente Turbay, cuando era esposo de Nydia. A pesar de la poca afluencia inicial (que para la época era numerosa aun así), Nydia Quintero decidió realizar el evento anualmente. En 1979, la II jornada trajo al comediante mexicano Cantinflas.
La IV jornada, de 1981 contó con la participación del elenco del programa de televisión mexicano El Chavo del 8, liderados por su creador, el comediante mexicano Roberto Gómez Bolaños, lo cual movilizó a un número considerable de personas a participar en el evento, cuyo éxito generó la continuación anual del evento hasta el día de hoy.
En 1983, la VI edición contó con el grupo musical juvenil más popular de Hispanoamérica de la época, Menudo. En 1984, la VII Edición de la caminata contó con la participación del futbolista Pelé. En 1989, fue cancelada por el asesinato de Luis Carlos Galán días antes de que se realizara el evento. Ésta ha sido la única interrupción de la caminata.